# Проб (конзул 502)
Флавије Проб ( фл . 502–542. године) је био политичар Источног римског царства и рођак цара Анастасија I.

## Биографија
Проб је био нећак источноримског цара Анастасија I и рођак браће Ипатија и Помпеја ; вероватно је био син Павла ( конзула 496. године) и његове жене Магне. Према неким недавним просопографским истраживањима, он се можда оженио ћерком (р. око 480. године) Сабинијана (око 460 - после 505), конзула 505, и имао Флавија Анастасија Павла Проба Сабинијана Помпеја (око 500 - после 517) године 517.
Био је монофизит и пријатељ монаха Севера (који је касније постао антиохијски патријарх ), кога је Проб упознао са царем Анастасијом I када је овај отишао у Цариград, око 508. године.
502. године, Источни двор га је поставио за конзула . 519. године, током истраге око Петра из Апамеје, он је навијао заједно са Хипатијем.
Године 526. (када је вероватно био постављен на високу дужност магистер милитум, сигурно већ патриције ) цар Јустин I је послао Проба за посланика код Хуна ; цар му је дао новац да унајми хунске најамнике за одбрану иберске области од Персијанаца, али је Проб дао новац, уз Јустинов пристанак, мисионарима који су радили међу Хунима.
Године 528. оптужен је за клевету цара Јустинијана I ; изведен пред конзисторију, цар је поцепао документацију и опростио Пробу.
У јануару 532. године, цар Јустинијан I се суочио са опасном побуном, познатом у историји као побуна Никa . Побуњеницима је био потребан кандидат за престо насупрот цару Јустинијан I, а Проб је веровао да би, као Анастасијевог нећака, народ могао изабрати њега или неког од његових рођака, и због тога се тајно повукао из Цариграда. Побуњеници су отишли до његове куће, близу луке Јулијана, и пошто га тамо нису нашли, спалили су је; тада су прогласили Ипатија за цара. Пошто је угушио побуну, цар Јустинијан I је погубио Ипатија и протерао Проба, конфисковајући њихову имовину, али се следеће године предомислио и опозвао Проба, враћајући одузето.
Проб је још био жив 542. године, када је једну од својих кућа дао у закуп Јовану Ефеском .